# Olecryptotendipes lenzi
Olecryptotendipes lenzi är en tvåvingeart som först beskrevs av Oksana V. Zorina 2001.  Olecryptotendipes lenzi ingår i släktet Olecryptotendipes och familjen fjädermyggor. Inga underarter finns listade i Catalogue of Life.